# Alticola argentatus
Alticola argentatus är en däggdjursart som först beskrevs av Nikolai Alekseevich Severtzov 1879.  Alticola argentatus ingår i släktet asiatiska bergssorkar och familjen hamsterartade gnagare. IUCN kategoriserar arten globalt som livskraftig. Inga underarter finns listade i Catalogue of Life.
Denna gnagare förekommer i centrala Asien från östra Kazakstan, Uzbekistan och Afghanistan till centrala Kina. Den vistas i bergstrakter mellan 1500 och 3600 meter över havet. Habitatet utgörs av klippiga bergsängar och buskskogar.
Arten blir 94 till 115 mm lång (huvud och bål), har en 30 till 33 mm lång svans och väger 25 till 40 g. Pälsen är på ovansidan halmfärgad, ibland med grå skugga. Den blir ljusare vid kroppssidorna och vid buken förekommer ljusgrå päls. Det finns inga röda skuggor på undersidan vad som skiljer arten från Alticola barakshin och från Alticola semicanus. Den korta svansen är täckt med ljusbruna eller vita hår. Händer och fötter är på ovansidan vitaktiga.
Individerna är aktiva på dagen. De livnär sig av grönt gräs eller hö samt av några andra växtdelar. Alticola argentatus skapar underjordiska bon med en kammare som har en diameter av 20 till 25 cm. Där lagras föda. Honor kan para sig två gånger per år med 4 eller 5 ungar per kull.